# 栃木県道40号足利環状線

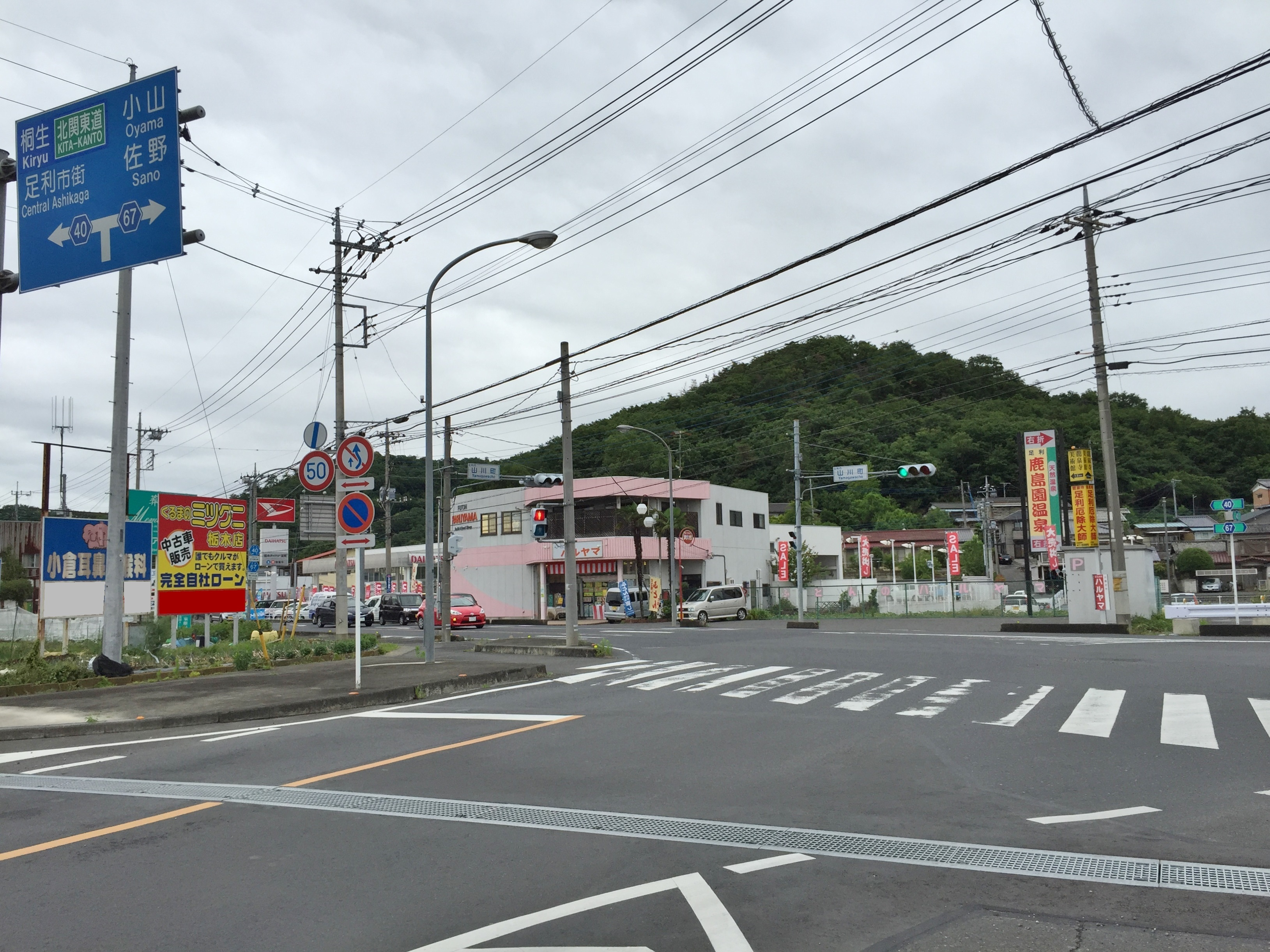
足利市・山川町交差点
（起終点、2015年6月）

栃木県道40号足利環状線（とちぎけんどう40ごう あしかがかんじょうせん）は、栃木県足利市を通過する県道（主要地方道）である。

## 概要
足利市内を環状に結び、主要道路を繋いでいる。

### 路線データ
- 起終点 : 栃木県足利市山川町（山川町交差点＝栃木県道67号桐生岩舟線交点）
- 総延長 : 16.751 km[1]
- 実延長 : 13.715 km[1]

## 歴史
- 1973年（昭和48年）3月2日 - 栃木県が主要地方道足利環状線として認定[1]
- 1993年（平成5年）5月11日 - 建設省から、県道足利環状線が足利環状線として主要地方道に指定される[2]。

## 路線状況

### 重複区間
- 栃木県道8号足利館林線（山川町・毛野南小学校西交差点 - 福富町・福富町交差点）
- 栃木県道5号足利太田線（中川町/借宿町/借宿町1丁目・借宿町1丁目交差点 - 借宿町/借宿町1丁目・借宿町北公園交差点）
- 栃木県道260号緑町山辺停車場線（借宿町/借宿町1丁目・借宿町北公園交差点 - 通6,7丁目/緑町1丁目・通7丁目交差点）
- 栃木県道208号飛駒足利線（本城3丁目/家富町/柳原町・足利市役所前交差点 - 利保町1丁目・利保町1丁目交差点）
- 栃木県道284号松田大月線（江川町/江川町1,2丁目・江川町1丁目交差点 - 大月町・大月町交差点）
- 栃木県道67号桐生岩舟線（山川町・山戸橋交差点 - 起終点）

### 交通量
24時間自動車類交通量（台/日）
- 足利市八椚町441-1：13,846
- 足利市大月町3-2番地先：16,597
- 足利市利保町1丁目16-7：12,024
- 足利市緑町2丁目(緑橋)：16,229
- 足利市八幡町2丁目5-15：12,380

### 一方通行区間
足利市本城1丁目には、自動車の一方通行区間（二輪を除く）が存在する。区間は、信号機なしのT字路交差点（柳原用水沿い・第二中学校西側） - 本城1丁目交差点にかけてである。時計回り方向のみの通行が可能である。なお当区間は、栃木県道208号飛駒足利線と重複している。

### 交差する河川
- 袋川（袋川橋、山川町/常見町1丁目 - 猿田町）
- 渡良瀬川（福猿橋、猿田町 - 福富町）
- 渡良瀬川（緑橋、借宿町 - 緑町2丁目・緑橋北交差点）
- 旧蓮台寺川（緑町跨線橋、緑町2丁目・緑橋北交差点 - 緑町1丁目）
- 袋川（内田橋、江川町1,2丁目・内田橋西交差点 - 利保町1丁目・利保町1丁目交差点）
- 名草川（新梶川橋、利保町1丁目 - 利保町）
- 長途路川（隈田橋、大月町）

## 地理

### 通過する自治体
- 足利市

### 交差する道路

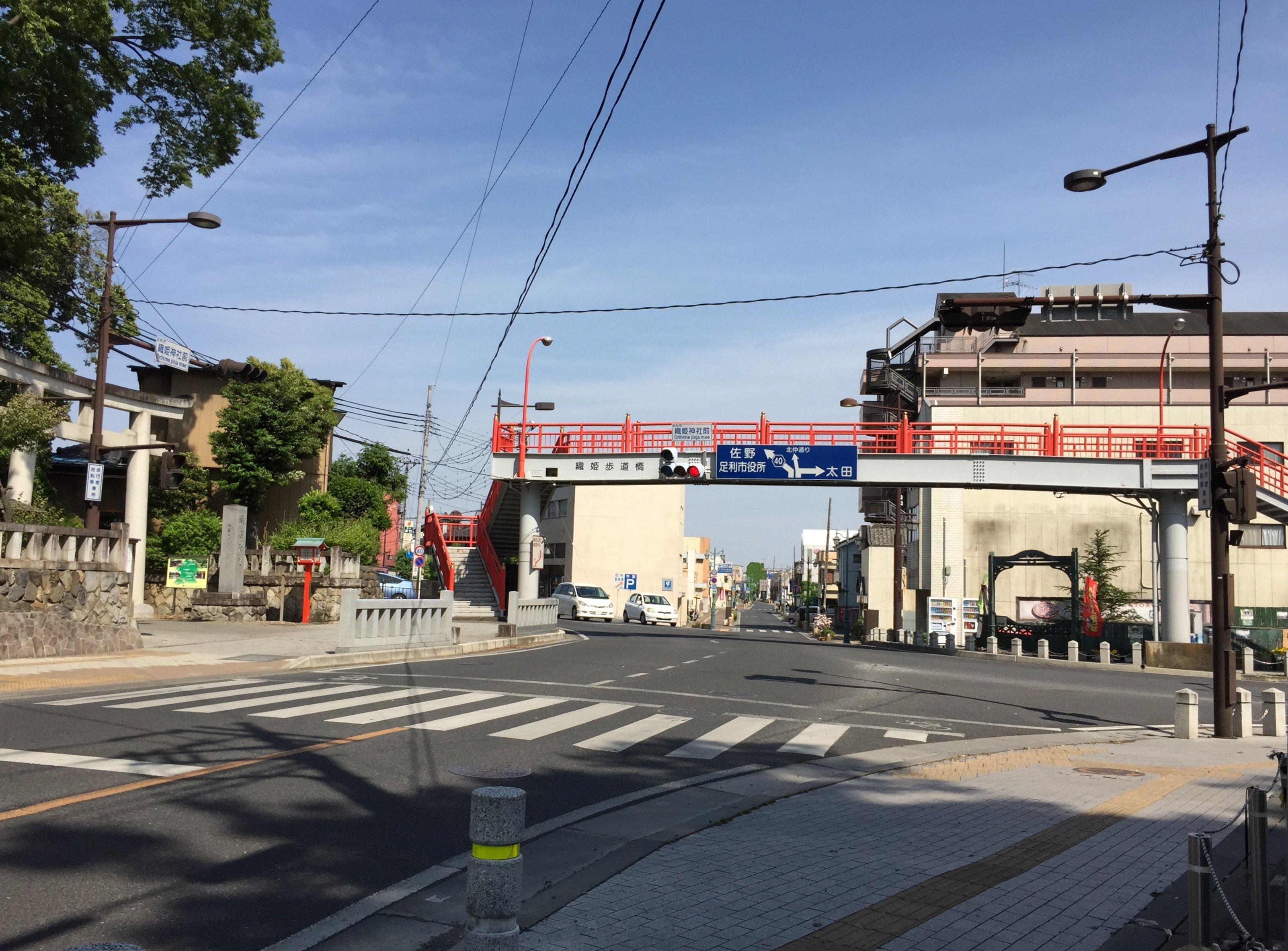
足利市・織姫神社前交差点
（西宮町付近、2015年5月）
当路線を時計回り方向に望む。写真左奥・手前方向が県道40号、写真奥・右方向が市道である。左手に織姫神社の正面入口（石段）がある。

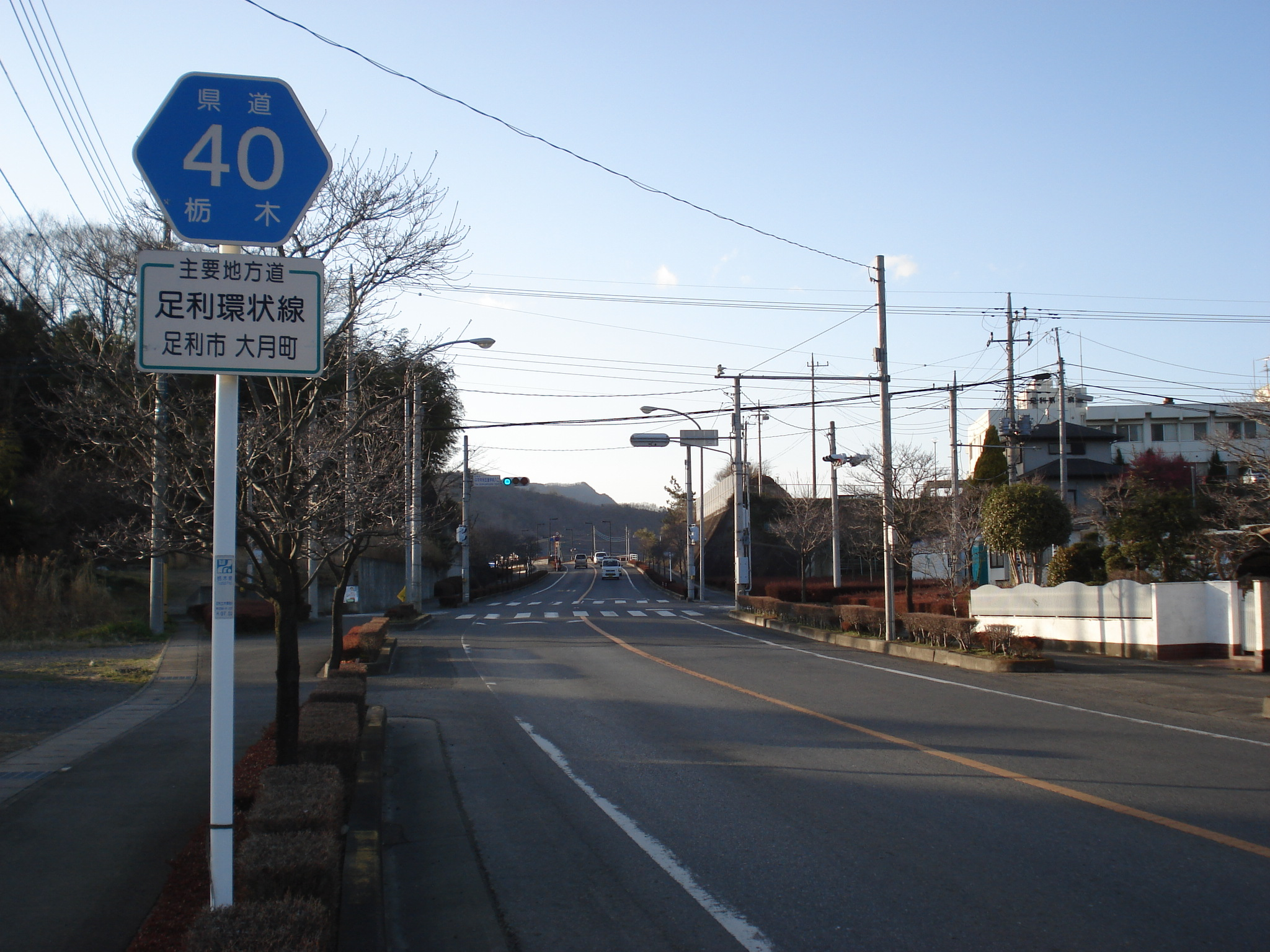
足利市大月町付近
当路線を反時計回り方向に望む。

- 栃木県道8号足利館林線（山川町・毛野南小学校西交差点）※ここから重複
- 栃木県道8号足利館林線（福富町・福富町交差点）※ここまで重複【北緯36度18分36.5秒 東経139度28分57.1秒 / 北緯36.310139度 東経139.482528度】
- 栃木県道152号赤岩足利線（朝倉町・朝倉町東交差点）
- 国道293号（朝倉町/朝倉町2丁目・朝倉町交差点）
- 栃木県道38号足利千代田線（朝倉町3丁目/八幡町1丁目・朝倉町3丁目交差点）
- 栃木県道253号借宿八幡線（八幡町2,3丁目・八幡町交差点）
- 栃木県道5号足利太田線、栃木県道39号足利伊勢崎線（中川町/借宿町/借宿町1丁目・借宿町1丁目交差点）※県道5号はここから重複【北緯36度19分39.8秒 東経139度25分42.6秒 / 北緯36.327722度 東経139.428500度】
- 栃木県道5号足利太田線、栃木県道260号緑町山辺停車場線（借宿町/借宿町1丁目・借宿町北公園交差点）※県道5号はここまで重複、県道260号はここから通7丁目交差点まで重複
- 栃木県道67号桐生岩舟線（通6,7丁目/緑町1丁目・通7丁目交差点）
- 栃木県道208号飛駒足利線（本城3丁目/家富町/柳原町・足利市役所前交差点）※ここから重複
- 栃木県道284号松田大月線（江川町/江川町1,2丁目・江川町1丁目交差点）※ここから大月町交差点まで重複【北緯36度21分7.5秒 東経139度27分44.2秒 / 北緯36.352083度 東経139.462278度】
- 栃木県道208号飛駒足利線（利保町1丁目・利保町1丁目交差点）※ここまで重複
- 国道293号（大月町・大月町交差点）
- 栃木県道67号桐生岩舟線（山川町・山戸橋交差点）※ここから起終点まで重複

### 沿線にある施設など
- 足利市立毛野南小学校（常見町1丁目）
- 足利市東部クリーンセンター（山川町）
- 御厨工業団地（福富新町）[4]
- 足利工業大学附属高等学校（福富町）
- 東武伊勢崎線 東武和泉駅（福居町）
- 足利市立山辺小学校（八幡町）
- 東武伊勢崎線 野州山辺駅（八幡町）
- 足利公園（緑町1丁目）
- 織姫神社（西宮町）
- 足利短期大学（本城3丁目）
- 足利短期大学附属高等学校（本城3丁目）
- 足利市役所（本城3丁目）
- 足利市立けやき小学校（柳原町）
- 足利市立第二中学校（本城1丁目）
- 栃木県立足利高等学校（本城1丁目）
- 足利第一病院（大月町）
- 大月・助戸工業団地（大月町/花園町/富士見町/真砂町）[4]
- アシコタウンあしかが（大月町）